# Kurhauskolonnade (Wiesbaden)

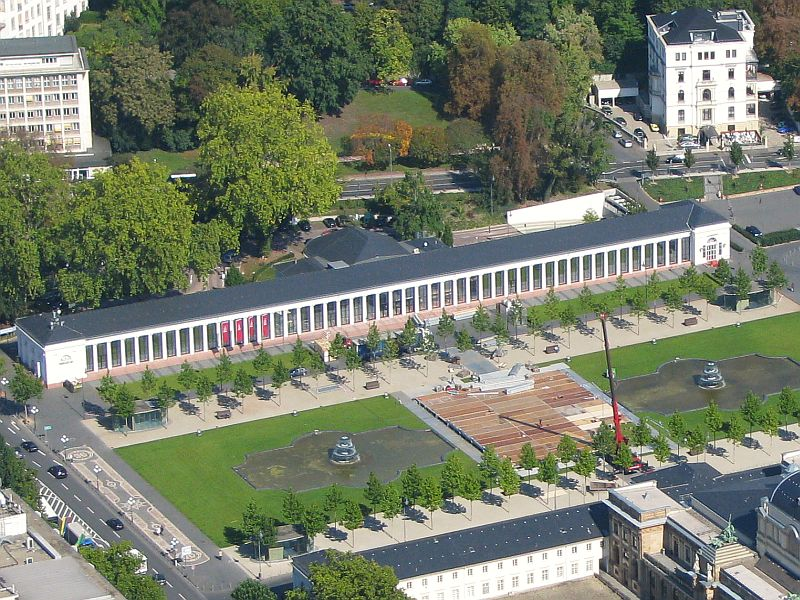
Die Kurhauskolonnaden und das Bowling Green (2008), vorne die Theaterkolonnade

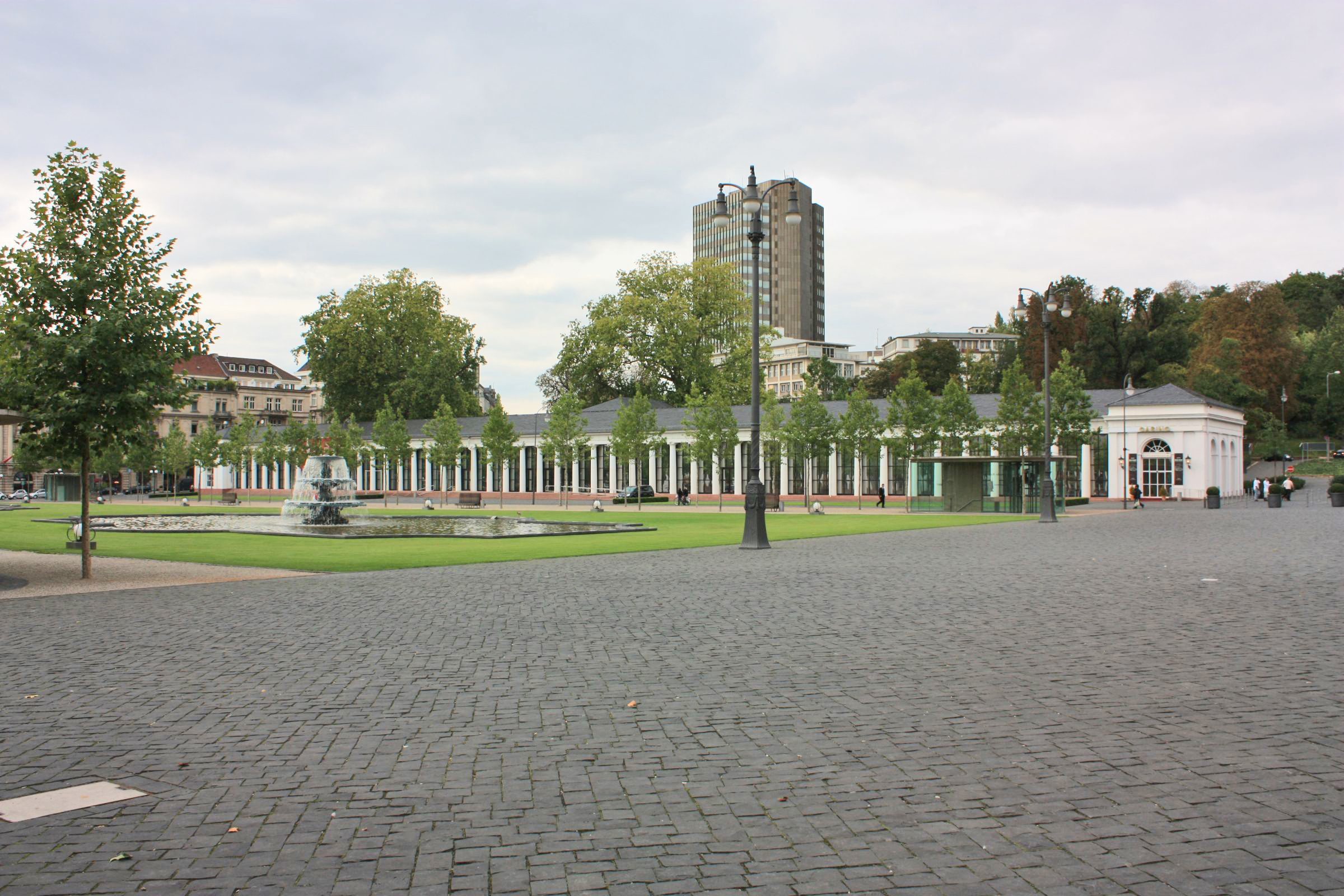
Die nördlich gelegene Kurhauskolonnade

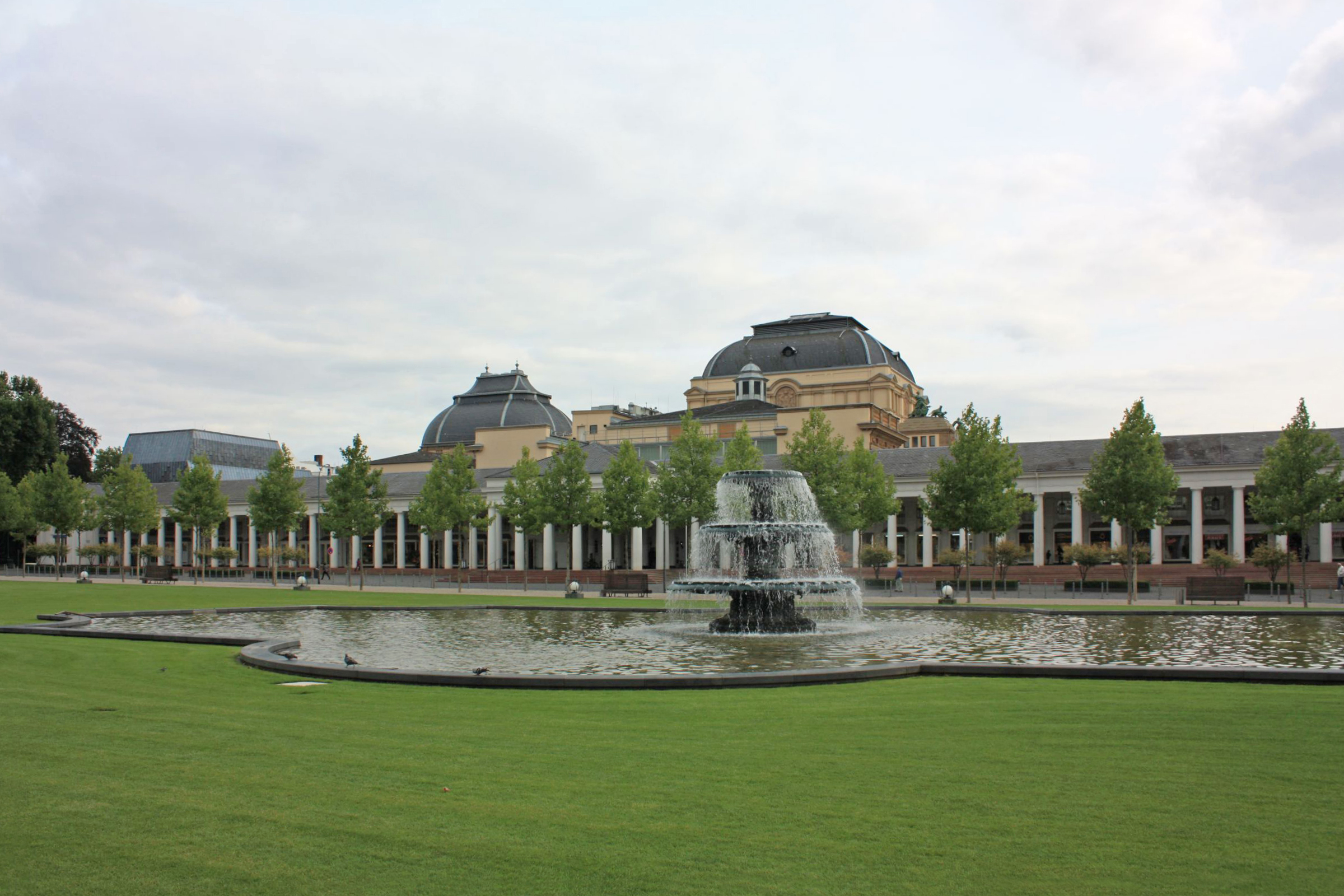
Die südlich gelegene Theaterkolonnade mit dem Hessischen Staatstheater

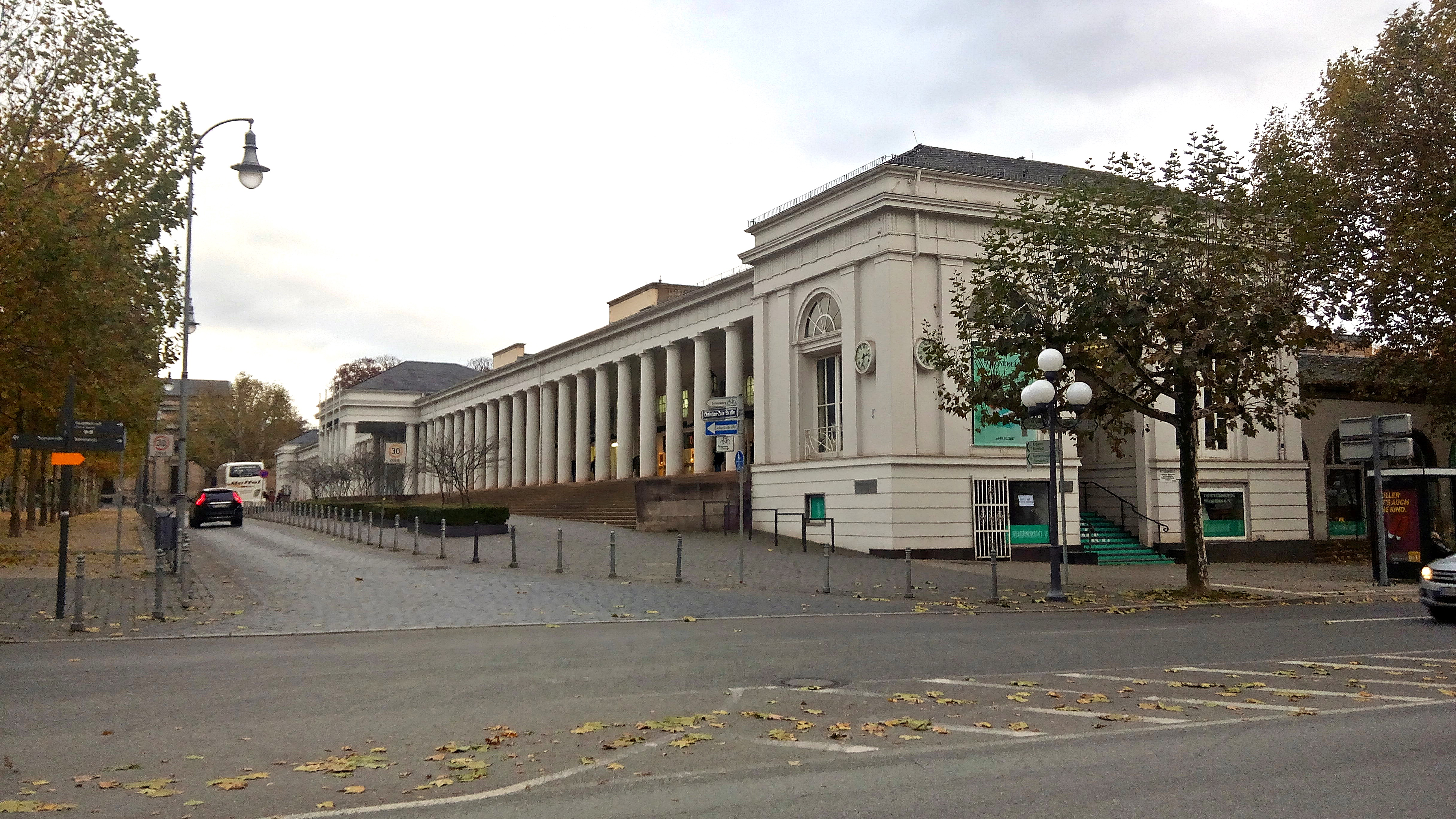
Theaterkolonnade, hinten links das Kurhaus

Die Kurhauskolonnade in Wiesbaden ist mit 129 m Länge die längste Säulenhalle in Europa. Sie wurde 1826/27 von Heinrich Jacob Zengerle errichtet.
Der Bau führte als bedeckter Kolonnadenweg zum damaligen „Cursaal“ und diente gleichzeitig zur Unterbringung von Läden für das Kurpublikum. Die vornehmen Geschäfte waren bis zur Fertigstellung 1827 in offenen Säulengängen des alten Kurhauses untergebracht, die beidseitig zu dessen Portikus lagen. Die nördliche „Alte Kolonnade“ bekam erst 1839 ihr südliches Gegenstück, die „Neue Kolonnade“ (Architekt: Baurat Carl Faber). Nach der Fertigstellung des Neuen königlichen Hoftheaters 1892–94 wurde der Bau mit einem repräsentativen neobarocken Mittelpavillon mit Säulenportikus als Theaterzugang ergänzt und fortan „Theaterkolonnade“ genannt.
Die drei Gebäude umschließen seitdem den zentralen Platz des Kurviertels von Wiesbaden auf drei Seiten. Um das Bowling Green, einen rechteckigen Platz mit zwei Kaskadenbrunnen, gruppieren sich an seinen Längsseiten sehr ähnliche Kolonnaden und quer dazu das 1905 bis 1907 erbaute neue Kurhaus. Der Vorläuferbau, das erste Kurhaus nach dem Entwurf von Christian Zais, bildete zusammen mit den Kolonnaden, den parallel laufenden Platanenalleen und den beiden Bassins ein klassizistisches Ensemble, zu dem auch der jenseits der Wilhelmstraße liegende damalige Theaterplatz (heute: Kaiser-Friedrich-Platz) gehörte.

## Umbenennung in Brunnenkolonnade
1937 wurden die Kurhauskolonnade im Zusammenhang mit dem Bau eines Thermalwassernetzes zur „Brunnenkolonnade“ umgestaltet. Eine neue 1,5 km lange mit Porzellan ausgekleidete Leitung führte seit dem vom Kochbrunnen zum neuen Ausschank im apsidenförmigen verglasten Anbau, der in der Mitte auf der Nordseite der Kolonnade ergänzt worden war. Um den Ausblick auf den Blumenhang des Paulinenschlösschens zu ermöglichen, wurde auch die bisher geschlossene Nordwand entfernt und durch Säulen ersetzt.
Die im Zweiten Weltkrieg teilweise zerstörte Brunnenkolonnade wurde 1951/1952 wieder aufgebaut, komplett verglast und im April wiedereröffnet. Damit löste sie die erst 1949 instandgesetzte Kochbrunnentrinkanlage ab, deren Gesamtanlage zwar erhalten, aber verwahrlost war.
Nach erneutem Umbau beherbergt heute der östliche Teil der Kurhauskolonnade  das Kleine Spiel (Automatenspiel) der Spielbank Wiesbaden, während das Große Spiel im Kurhaus untergebracht ist. Im westlichen Kopf befindet sich ein Restaurant, der Hauptteil dient für Veranstaltungen. Der Thermalwasser-Auslauf wird nicht mehr genutzt.

## Theaterkolonnade
Die südlich gelegene Theaterkolonnade ist weiterhin unverglast. Hier befinden sich der Haupteingang zum Großen Haus, ein Durchgang zum Theaterfoyer und der Eingang zum Kleinen Haus und Studio. Außerdem befinden sich dort auch einige Ladengeschäfte. Der im Baustil abweichende Mittelpavillon der Theaterkolonnade, der mit dem Bau des Königlichen Theaters durch die Architekten Fellner & Helmer entstanden war, wurde 1937/38 durch einen neuen ersetzt, der sich an der Architektur Zengerles und Fabers orientierte. Nach Kriegszerstörungen im Februar 1945 wurde dieser mittlere Abschnitt in der Nachkriegszeit fast unverändert wiederhergestellt.